# Дельта-1000
«Дельта-1000» (также Straight-Eight) — американская трёхступенчатая ракета-носитель среднего класса, семейства Дельта, разработки компании McDonnell Douglas (ныне — Boeing) в 1972 году.
Первый пуск ракеты-носителя Дельта-1000 был осуществлён 23 сентября 1972 года со стартовой площадки LC-17B космодрома Канаверал. Результатом пуска было успешное выведение на НОО космического аппарата Эксплорер-47 для изучения магнитосферы Земли. Во время пуска использовалась ракета-носитель в модификации Дельта-1604 с бортовым номером 579/D90. Всего было осуществлено 8 пусков в период с 1972 года по 1975 год.